# Псковски Кром
Псковски Кром (или Псковски кремљ; рус. Псковский Кром, или Псковский кремль) древна је цитадела у Пскову, Русија. Налази се у централном делу града на раскрсници Великаје и мање Пскова реке. Цитадела је средњовековног порекла, са околним зидовима изграђеним од краја 15. века.
Кром је био административни и духовни центар Псковске републике у 15. веку.
У 2010. години, две куле из Кремља (Власјевскаја, која датира из 15. или 16. века, и Рибницкаја, која датира из 13. или 14. века) су оштећене у пожару.